# Museo diocesano d'arte sacra (Susa)
Il Museo diocesano d'arte sacra di Susa (provincia di Torino), inaugurato il 22 settembre 2000, fortemente voluto dal vescovo Vittorio Bernardetto (1978 - 2000), è stato realizzato su progetto dell'architetto Maria Pia Dal Bianco, raccogliendo idealmente il testimone lasciato da Mons. Severino Savi nel campo della tutela e della conoscenza dell'arte sacra della Valle di Susa.

## Centro Culturale Diocesano di Susa e Museo Diocesano di Arte Sacra
Dal 2000 è operante in Valle di Susa il Centro Culturale Diocesano che si occupa di coordinare le attività di tre enti diversi, nati in momenti storici differenti, ma tutti rappresentativi della storia e della cultura della Valle: l'Archivio Storico Diocesano, la Biblioteca Diocesana e il Sistema Museale Diocesano.
Scopo principale del Centro Culturale è da una parte la gestione, la tutela e valorizzazione del patrimonio raccolto e custodito dai suddetti enti, unitamente alle tante testimonianze di fede e di arte appartenenti alle parrocchie della Valle di Susa. Dall'altra intende porsi a servizio di un rinnovato dialogo e confronto tra gli abitanti del territorio e non solo, in un ideale ponte tra storia e futuro. In questo senso si inseriscono le tante iniziative culturali organizzate e gestite dal Centro Culturale Diocesano in collaborazione con altri Enti e Associazioni.
Il museo è la sede centrale del Sistema museale diocesano della Valle di Susa, che comprende le sezioni distaccate di:
- Museo diocesano di Melezet (Bardonecchia)
- Museo diocesano di Giaglione
- Museo diocesano di Novalesa
- Museo diocesano di San Giorio di Susa

Il museo è parte del progetto culturale della Diocesi di Susa insieme al Centro Culturale Diocesano e alla Biblioteca-Archivio Storico Diocesano.
Cura inoltre la conservazione di antichi documenti come il Breviario di San Michele della Chiusa del 1315, che dopo la dispersione della biblioteca della Sacra di San Michele, all'inizio del XIX secolo venne riacquistato sul mercato da un facoltoso donatore che lo diede in custodia alla Parrocchia di San Giovanni Vincenzo in Sant'Ambrogio di Torino.

## Opere del museo diocesano di Susa

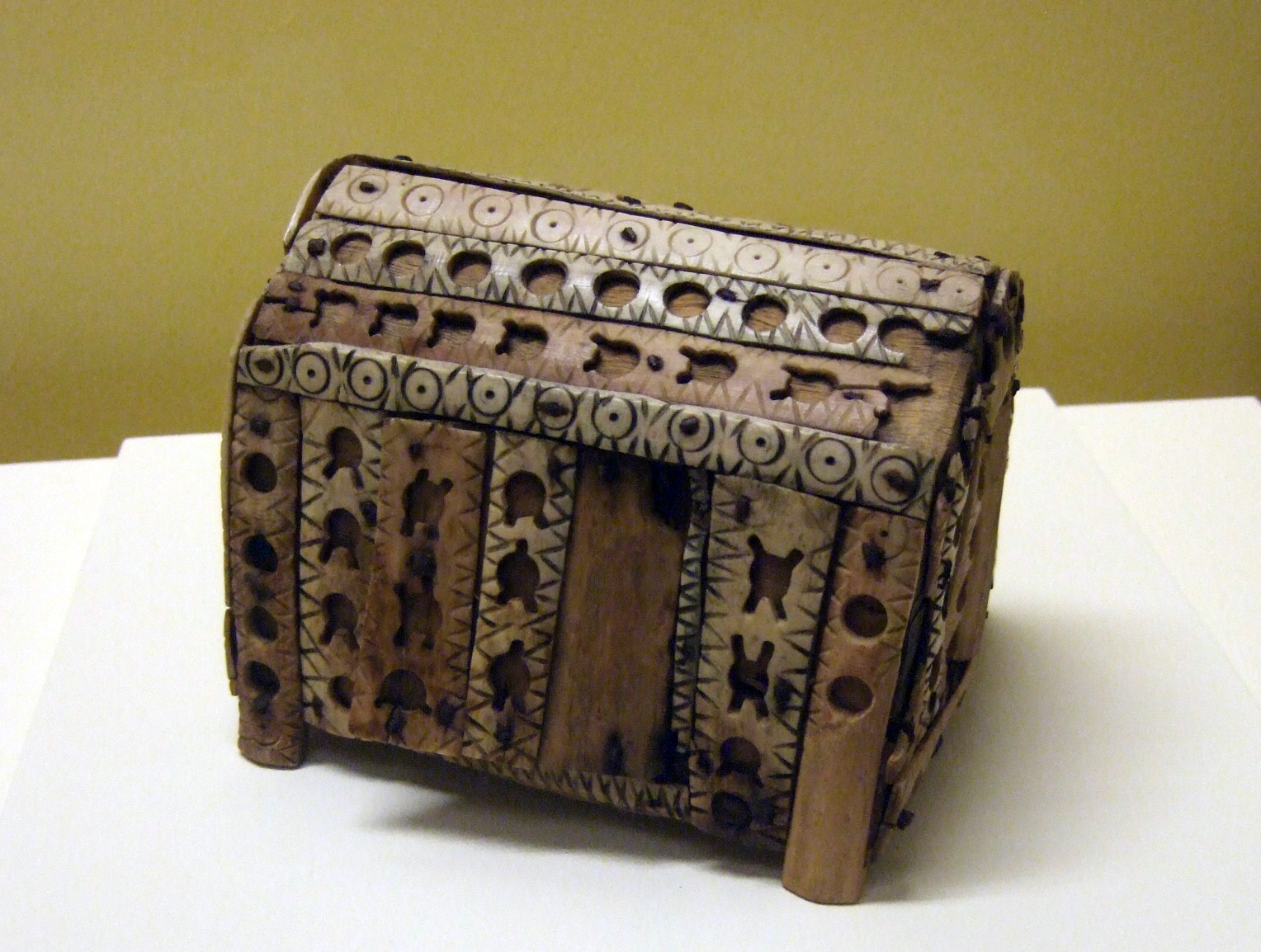
Reliquiario longobardo di Sant'Eldrado, dall'Abbazia di Novalesa

Il museo, allestito in cinque sale della Rettoria, distribuite su due piani, è adiacente alla chiesa della Madonna del Ponte, notevole monumento barocco della città.

### Sala I
Nella prima sala è esposto il Tesoro della cattedrale (VII - XX secolo) e della chiesa della Madonna del Ponte, fra cui:
- i Mesi dell'anno (XIII secolo), affresco staccato, proveniente dalla canonica della antica chiesa di Santa Maria Maggiore di Susa;
- una croce processionale (XIV secolo) di Johannes Bos Zuinich;
- un ostensorio a raggiera (XVIII secolo) di manifattura piemontese.

### Sala II

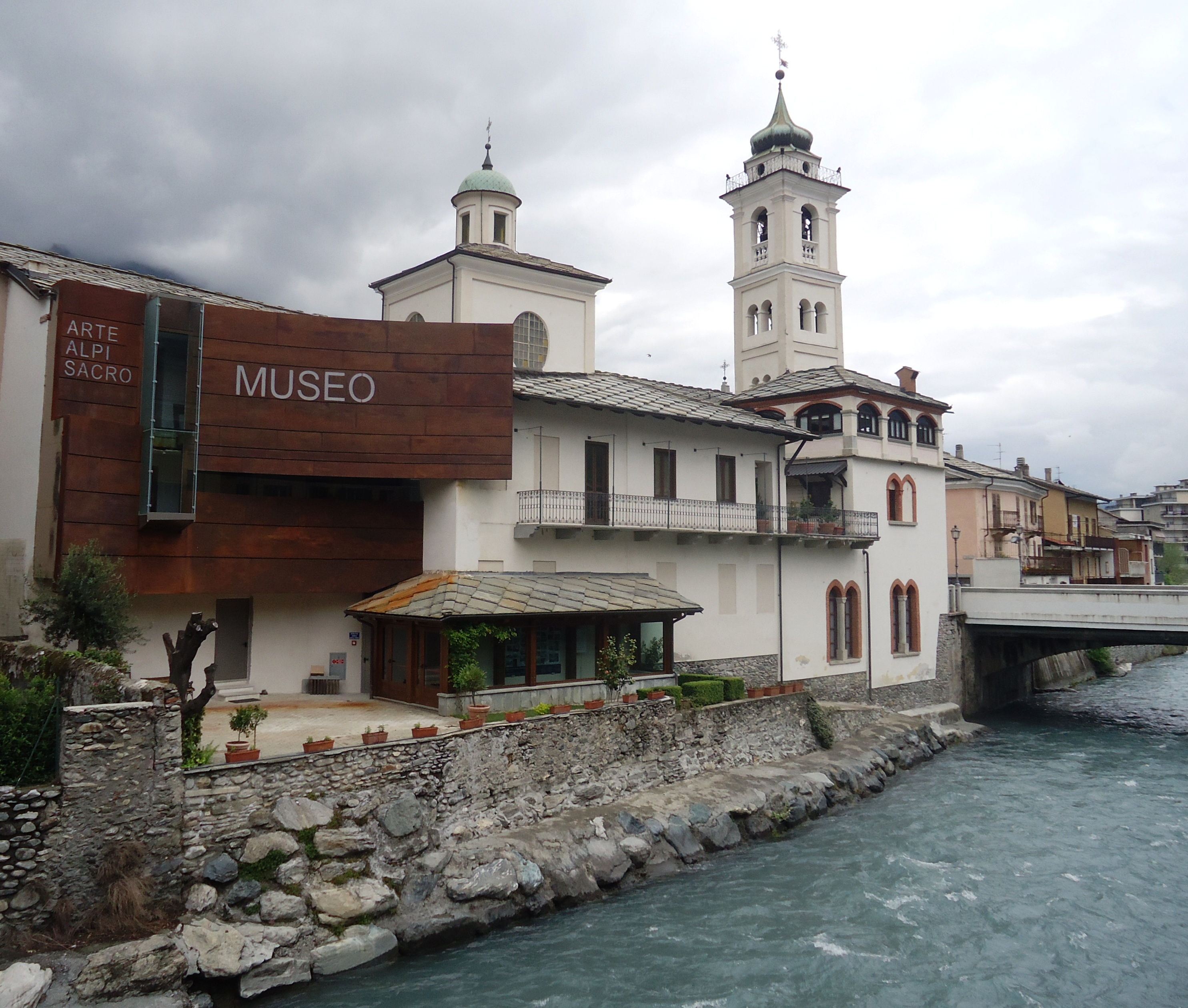
Museo Diocesano, sede di Susa

In questa sala, che corrisponde all'ex sacrestia ed al coro della chiesa, sono esposti:
- paramenti sacri provenienti dalla chiesa della Madonna del Ponte e dalla cattedrale di san Giusto;
- dipinti commissionati dalla confraternita dello Spirito Santo, operante dal 1596 al 1929, e provenienti dalla chiesa dei Cappuccini di Susa.

### Sala III - IV
Queste due sale sono dedicate alle opere d'oreficeria provenienti dalle parrocchie della valle, fra cui vanno ricordate:
- la Madonna del Ponte (XII secolo), scultura lignea, di bottega franco-piemontese;
- due Picchiotti con testa di leone e di toro (1130 circa), in bronzo, di bottega lombardo-piemontese, provenienti dal portale della cattedrale di San Giusto;
- un Trittico del Rocciamelone (1358), in bronzo, attribuito a Jean de Bondol, ex voto portato da Bonificio Roero sulla cima del Rocciamelone a 3538 m s.l.m. e ivi rimasto circa tre secoli;
- la Madonna della Neve (XVI secolo), scultura lignea, proveniente da Vazon (Oulx);
- Dio Padre (XVIII secolo), scultura lignea, proveniente da Bousson.

### Sala V
La quinta sala ospita opere d'arte sacra contemporanea di Tino Aime, Anna Branciari, Lia Laterza, Francesco Tabusso, Luciano Frantone e Sergio Unia.